# سانشاین پارکر
سانشاین پارکر (به انگلیسی: Sunshine Parker) (زاده ۱۰ ژوئن ۱۹۲۷-درگذشته ۱۷ فوریهٔ ۱۹۹۹) بازیگر آمریکایی بود. از فیلم‌های او می‌توان به بار کنار جاده اشاره کرد.